# Villamartín
Villamartín és una localitat de la província de Cadis, Andalusia, Espanya. Limita amb Utrera i El Coronil, al nord, i amb Espera, Bornos, Arcos de la Frontera, Prado del Rey, Algodonales i Puerto Serrano d'oest a est.